# Emanuela (cantante)
Emanuela (in bulgaro Емануела?), pseudonimo di Emilija Ivanova Cvetkova (in bulgaro Емилия Иванова Цветкова?; Sofia, 8 novembre 1981), è una cantante bulgara.

## Biografia
Emanuela ha fatto il suo esordio discografico con l'album in studio Zapoznaj ja s men, uscito nel 2008; lo stesso le ha fatto guadagnare tre premi Fen TV, di cui due per la hit Da si plaštal.
Nell'aprile 2010 si è portata a casa due ulteriori premi Fen TV, mentre nel mese successivo si è contesa il Balkan Music Award alla miglior canzone col successo Ništo ne znaeš, un duetto con Krum. Il secondo LP, Burja ot emocii, è stato messo in commercio nella seconda metà dell'anno.
È ritornata sulle scene musicali nel luglio 2013 col terzo album eponimo, promosso da due concerti subito dopo la pubblicazione. A meno di due anni di distanza ha partecipato alla versione bulgara del format Big Brother, dove è arrivata 3ª.
Nell'ottobre 2018 è stato reso disponibile un quarto disco di inediti, intitolato Notarialno zaveren. Nel luglio 2020 ha preso parte, assieme ad altri esponenti della scena folk pop, alle proteste contro le restrizioni per la pandemia di COVID-19 presso la capitale, dopo la chiusura di locali notturni e discoteche.
Okadar (2024) è stato il suo singolo più rapido a registrare oltre 3 milioni di ascolti a livello nazionale su Spotify, diventando così uno dei brani bulgari più riprodotti di sempre sul servizio musicale svedese. Anche Da si plaštal (2008), Ot mojata usta (2013), Ne me zaslužavam e la traccia Notarialno zaveren (2018), Podvodnica (2021), Ustnite ti mrăsni (2022), Svekărvište (2023) e Mazaljak (2024) hanno raccolto risultati favorevoli sulla medesima piattaforma di streaming audio. Emanuela ha inoltre gareggiato a Dancing Stars durante i primi mesi del 2024.
Nel maggio 2025 è stato diffuso il successo estivo Dănoto kopaj, un duetto con Tedi Aleksandrova.

## Discografia

### Album in studio
- 2008 – Zapoznaj ja s men
- 2010 – Burja ot emocii
- 2013 – Emanuela
- 2018 – Notarialno zaveren

### Album video
- 2009 – DVD Hits

### Raccolte
- 2025 – Emanuela Hit Collection

### Singoli
- 2010 – Doseštaj se sam
- 2011 – Pitam te posledno (con Serdar Ortaç)
- 2012 – Ot mojata usta (con Djordan)
- 2012 – Pak skandal
- 2012 – Stoj daleče
- 2012 – Rom-pom-pom
- 2012 – Emanuela (con Djordan)
- 2013 – Taralež
- 2013 – Trăpkata
- 2013 – Pălno perde (con Djordan)
- 2013 – Koj vidjal-vidjal (con Džina Stojeva)
- 2013 – Za leka nošt
- 2013 – Njamam zabeležka
- 2014 – Ne bezpokojte
- 2014 – Trij me
- 2014 – Găzar bădi
- 2018 – Smenjaj me
- 2018 – Gledaj me ma snimka
- 2018 – Napravi taka
- 2019 – Skăpoto se plašta
- 2019 – Ja se uspokoj (con Ilian Boyd)
- 2019 – Predatel
- 2019 – Are, dărpaj
- 2019 – Večno svărzani
- 2020 – Benzin (con Aria)
- 2020 – Mamino sniče (con Gia)
- 2020 – Granici (con Kyriakos Geōrgiu)
- 2021 – Napravo v koša
- 2021 – V čuždite legla
- 2021 – Dăpraj ja (con Tedi Aleksandrova)
- 2021 – Podvodnica
- 2022 – Izgubih te (con Syper SA6)
- 2022 – Ako trăgna
- 2022 – Častno parti (con Antonio)
- 2022 – Crypto (con Kiara e Vaya)
- 2022 – Ustnite ti mrăsni
- 2022 – Kăm vratata (con Anelija)
- 2023 – Părva liga
- 2023 – Măže miliardi
- 2023 – Vtori dom
- 2023 – Svekărvište
- 2024 – Kazah ti
- 2024 – Bez analog
- 2024 – Okadar (con DJ Damyan)
- 2024 – Siromah
- 2024 – Mazaljak (feat. Monkey)
- 2025 – Mamino sniče
- 2025 – Sinite ti oči
- 2025 – Dănoto kopaj (con Tedi Aleksandrova)

### Collaborazioni
- 2015 – Skorpion (Krum feat. Emanuela)
- 2015 – Hajde, vdigni j (Kali feat. Emanuela)
- 2017 – Vse edno mi e (Emilija feat. Emanuela)
- 2019 – Bože moj (Lidia e Dessita feat. Emanuela)
- 2023 – Văn, văn (Kiara e Zalija feat. Emanuela)

## Filmografia
- Kăde e batko? – sitcom (2009)